# Abdon (imię)
Abdon – imię męskie pochodzenia biblijnego. Wywodzi się z hebrajskiego słowa oznaczającego „sługa”. Nosił je święty Abdon żyjący w II lub III wieku. Abdon imieniny obchodzi 30 lipca.

## Znane osoby noszące imię Abdon
- Abdon — sędzia biblijny
- Abdon Stryszak – polski naukowiec, weterynarz

## Odpowiedniki w innych językach
- czeski – Abdon
- niemiecki – Abdon
- francuski – Abdon
- hiszpański – Abdón
- portugalski – Abdão
- rosyjski – Aвдoн
- słoweński – Abdon
- węgierski – Abdon
- włoski – Abdon, Abdone